# Multiplicador de elétrons

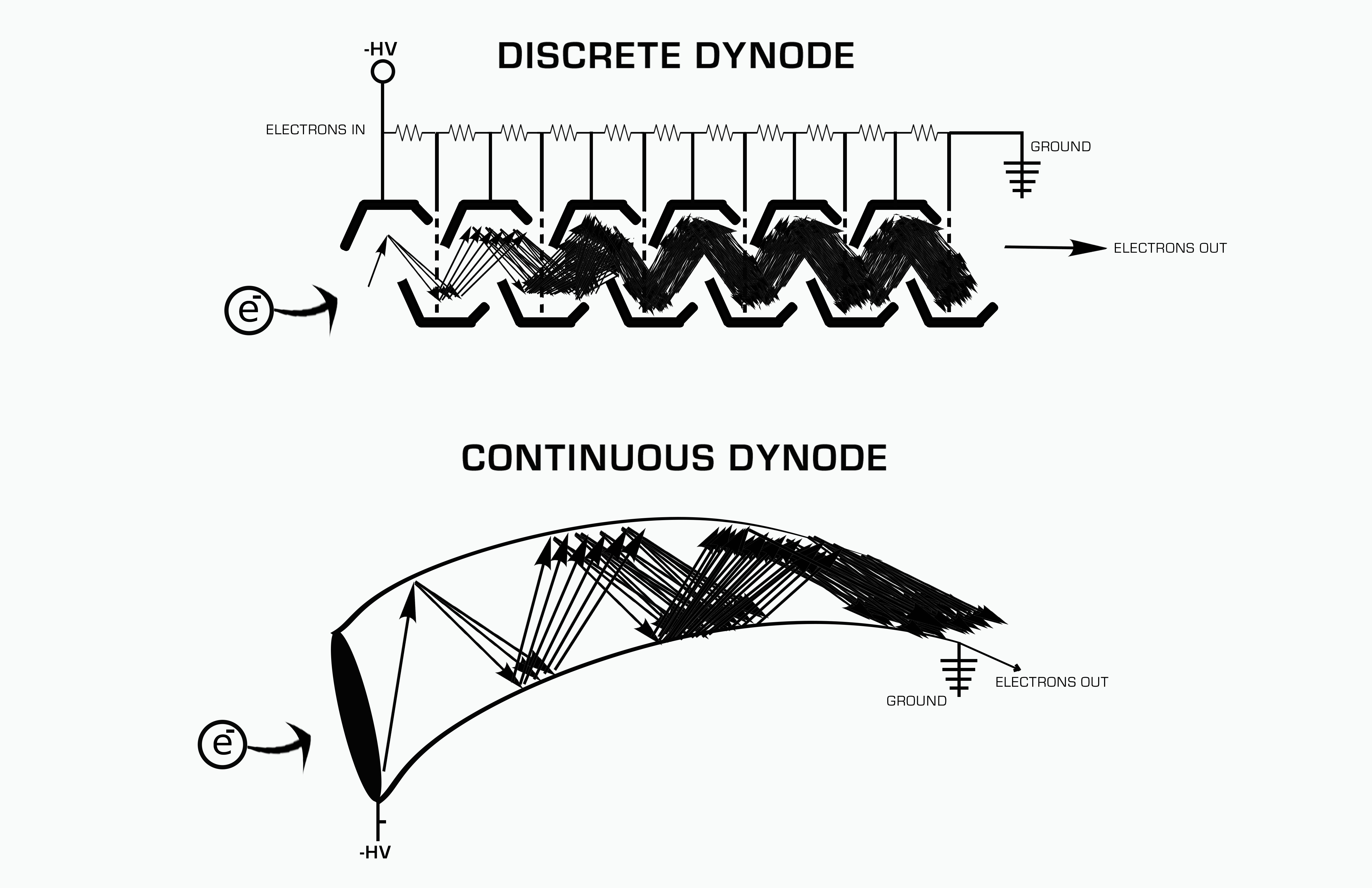
Diferenças contrastantes entre multiplicadores de elétrons discretos e contínuos

Um multiplicador de elétrons é uma estrutura tubular de vácuo que multiplica as cargas incidentes. Em um processo denominado emissão secundária, um único elétron pode, quando bombardeado em material emissivo secundário, induzir a emissão de cerca de 1 a 3 elétrons. Se um potencial elétrico for aplicado entre essa placa de metal e uma outra, os elétrons emitidos irão acelerar para a próxima placa de metal e induzir a emissão secundária de mais elétrons. Isso pode ser repetido várias vezes, resultando em uma grande chuva de elétrons, todos coletados por um ânodo de metal e tendo sido disparados por apenas um.

## Histórico
Em 1930, o físico russo Leonid Aleksandrovitch Kubetsky propôs um dispositivo que usava fotocátodos combinados com dínodos ou com emissores de elétrons secundários em um único tubo para remover elétrons secundários aumentando o potencial elétrico através do dispositivo. O multiplicador de elétrons pode usar qualquer número de dínodos no total, que utilizam um coeficiente σ, e criou um ganho de σn onde n é o número de emissores.

## Dínodo discreto
A emissão de elétrons secundários começa quando um elétron atinge um dínodo dentro de uma câmara de vácuo e ejeta elétrons que se propagam em cascata para mais dínodos, repetindo-se novamente o processo. Os dínodos são configurados de forma que, cada vez que um elétron atinja o próximo, haja um aumento de cerca de 100 eV em relação ao último dínodo. Algumas vantagens nesse uso incluem um tempo de resposta em picossegundos, uma alta sensibilidade e um ganho de elétron de cerca de 108 elétrons.

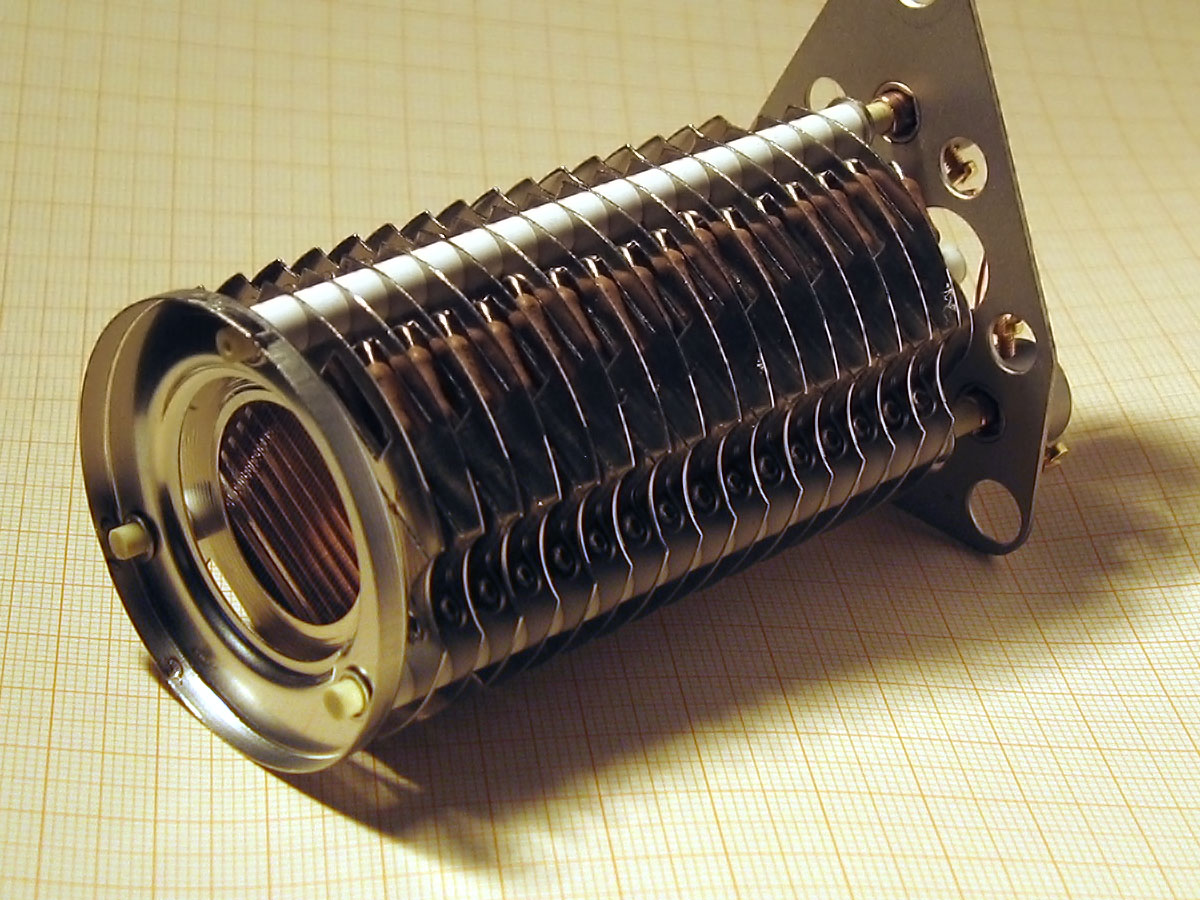
Um multiplicador de elétrons discreto

## Dínodo contínuo

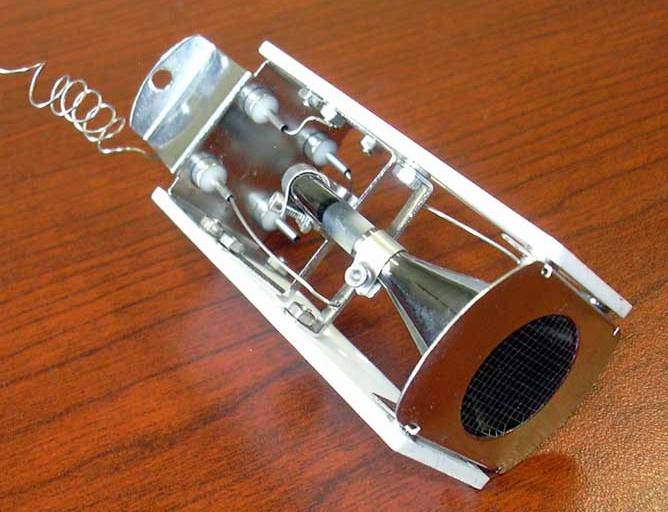
Multiplicador de elétrons de dínodo contínuo

Um sistema de dínodo contínuo usa um funil de vidro em forma de chifre revestido com uma fina película de materiais semicondutores. Os eletrodos têm resistência crescente para propiciar a emissão secundária. Os dínodos contínuos possuem uma alta tensão negativa na extremidade mais larga e estendem-se a um ponto positivo próximo à terra na extremidade estreita. O primeiro dispositivo desse tipo foi chamado de multiplicador de elétrons de canal (ou CEM, do termo em inglês Channel electron multiplier). Os CEMs exigiam de 2 a 4 kV para obter um ganho de 106 elétrons.

## Placa de microcanal
Outra geometria do multiplicador de elétrons de dínodo contínuo é chamada de placa de microcanal (ou MCP, do termo em inglês Microchannel plate). Pode ser considerado um arranjo bidimensional de multiplicadores de elétrons de dínodo contínuo muito pequenos construídos juntos e alimentados em paralelo. Cada microcanal é geralmente de face paralela, não cônico nem semelhante a um funil. Os MCPs são construídos em vidro de chumbo e apresentam uma resistência de 109 Ω entre cada eletrodo. Cada canal tem um diâmetro de 10–100 μm. O ganho de elétrons para uma placa de microcanais vale 104–107 elétrons.

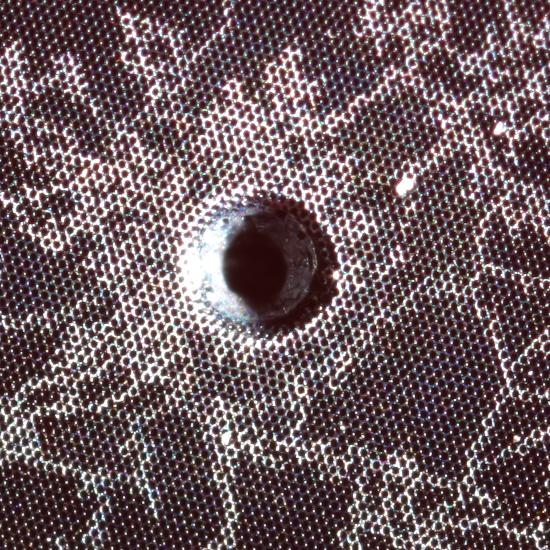
Placa de microcanal com breakdown

## Aplicações

### Instrumentos
Na espectrometria de massa, os multiplicadores de elétrons são frequentemente usados como detectores de íons que foram separados por algum tipo de analisador de massa. Eles podem ser do tipo dínodo contínuo e ter um formato de funil curvo semelhante a um chifre ou podem ter dínodos discretos como em um fotomultiplicador . Multiplicadores de elétrons de dínodo contínuo também são usados em missões da NASA e são acoplados a um espectrômetro de massa de cromatografia gasosa (GC-MS) que permite aos cientistas determinar a quantidade e os tipos de gases presentes em Titã, a maior lua de Saturno.

### Visão noturna
Placas de microcanal também são usadas em óculos de visão noturna. Conforme os elétrons atingem milhões de canais, eles liberam milhares de elétrons secundários. Esses elétrons atingem uma tela de fósforo, onde são amplificados e convertidos de volta a luz. A imagem resultante padroniza a original e permite uma melhor visão no escuro, usando apenas uma pequena bateria para fornecer uma tensão para o MCP.